# André Ehrler
André Ehrler (* 23. Januar 1900 in Plainpalais; † 1. April 1949 in Carouge) war ein Schweizer Politiker. Er sass für die Sozialdemokratische Partei (SP) im Nationalrat und war Gründungsmitglied der Partei der Arbeit (PdA).

## Biografie

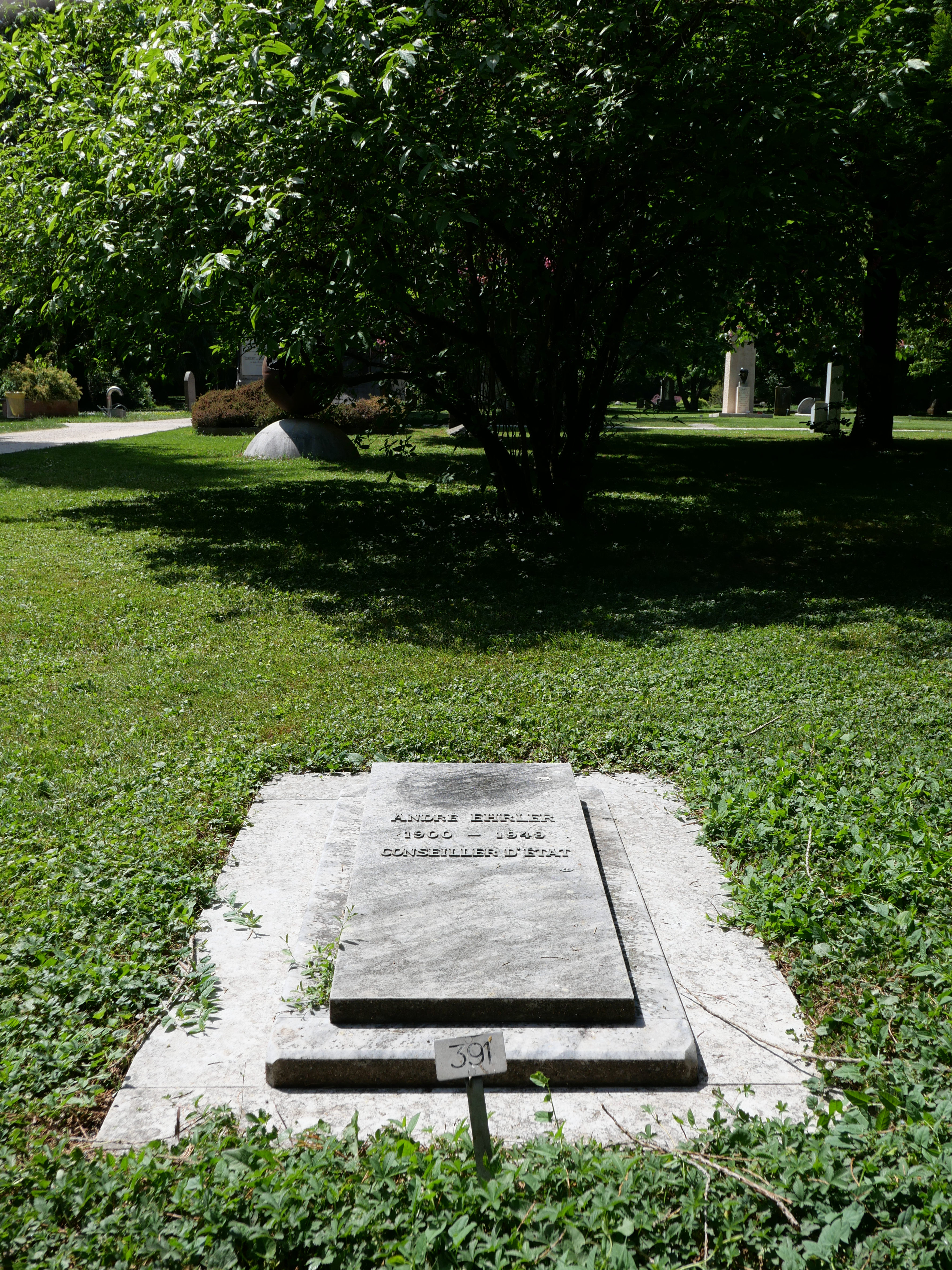
Ehrlers Grab auf dem Genfer Cimetière des Rois

Der Sohn von Albert Ehrler und Cécile (geb. Clément) war nach der pädagogischen Matura als Lehrer tätig. Nach den Unruhen von Genf am 9. November 1932 war er als Nachfolger von Léon Nicole in der Redaktion der Zeitung Le Travail tätig. Wegen seiner politischen Einstellung wurde er vom Schuldienst suspendiert, worauf er das Präsidium der SP des Kantons Genf übernahm. Von 1933 bis 1935 war er Mitglied des Nationalrates, von 1933 bis 1936 gehörte er zusätzlich der Genfer Kantonsregierung an und leitete das Gesundheits- und Fürsorgedepartement. Ab 1936 war Ehrler wieder als Lehrer tätig, wurde aber wegen seiner politischen Aktivitäten erneut gemassregelt und 1941 für unwählbar erklärt. Er trat aus der SP aus und gehörte 1944 zu den Gründungsmitgliedern der kommunistischen PdA. Ebenso war er Redaktor der Zeitung La voix ouvrière. 1947 folgte die Wahl in die Stadtlegislative von Carouge.
Ehrler galt als Kunstliebhaber, wobei ihm besonders Film und Tanz zusagten. Er setzte sich vehement für die künstlerische Ausdrucksfreiheit ein und gehörte ab 1929 zu den Mitgliedern der Vereinigung Amis du film nouveau. In der Presse veröffentlichte er Kunstkritiken.